# 黄山登山古道及古建筑
30°06′30″N 118°10′00″E / 30.10833°N 118.16667°E
黄山登山古道及古建筑位于中国安徽省黄山市黄山区黄山上，2013年被列为第七批全国重点文物保护单位。
黄山登山古道，始于唐代，形成于明清，发展于民国，完善于当代。以天海为中心，分为东、西、南、北四条主干道，全山磴道总长约85公里，有石阶6.3万余级。古道沿线建有楼台、亭桥，重要的有慈光阁、观瀑楼、听涛居、古观景亭等景观建筑。2015年，麒趾桥、送子桥、松谷亭、乌龙亭修缮工程通过国家文物局审批立项，麒趾桥、送子桥位于古道夫子山至神仙洞途中福固寺遗址上下方，松谷亭、乌龙亭位于古道二龙桥至北海途中松谷庵附近。其中麒趾桥建于宋代，是黄山现存最古老的桥梁。
- 黄山登山古道
- 慈光阁
- 翼然亭（小补桥）